# 쿠퍼 쌍
쿠퍼쌍(Cooper pair)은 초전도 물질 내에 2개의 전자가 물질의 결정 구조 속의 포논을 매개로 형성되는 전자쌍으로 인식하고 있다. 미국의 물리학자 리언 쿠퍼는 최초로 속도와 스핀이 정반대인 2개의 전자가 짝을 지어 쿠퍼쌍을 이루고 초전도체 내에서 전류를 운반한다고 주장했다. 전자들이 쿨롱의 법칙에 따라 서로 강한 척력을 지님에도, 포논을 매개로 둘 간의 전반적인 인력을 가지는 것이 가능하다고 가정하고 이를 만들었다.
또한 1990년대 이후 연구된 고온 초전도체의 경우에는 초전도 현상을 보이지 않는 온도 범위에서도 이러한 띠틈이 존재한다. 이를 유사틈(pseudogap)이라고 부른다. 이 유사틈의 존재는 초전도 갭이 이른바 쿠퍼쌍에 의해 만들어진다는 가설을 부정하는 것이다. 저온초전도체에서 유사틈이 있을 것이나
열적요동에 의해 관측이 안되고 있을 뿐이다.

## 같이 보기
- 고립 전자쌍
- 전자쌍